# Яцковичи (Брестская область)
Я́цковичи (бел. Яцкавічы) — деревня в Брестском районе Брестской области Белоруссии. Входит в состав Лыщицкого сельсовета. Население — 336 человек (2019).

## География
Деревня Яцковичи расположена в 25 км к северо-западу от центра города Брест, в 12 км к юго-востоку от города Высокое и в 6 км к северу от границы с Польшей. Рядом проходит граница с Каменецким районом Местность принадлежит бассейну Вислы, через протекает небольшая канализированная река Сорока со стоком в Мотыкальский канал, а оттуда в Западный Буг. В двух километрах от деревни проходит автодорога Р16 (Брест — Высокое), Яцковичи связаны с ней местной дорогой. Прочие местные дороги ведут в Сегеневщину и Волчин. В 7 км по автодорогам к востоку от деревни находится ж/д платформа Лыщицы (деревня Новые Лыщицы, линия Белосток — Брест).

## История
Согласно письменным источникам поселение известно с XVI века как шляхетское имение в Берестейском воеводстве Великого княжества Литовского. После третьего раздела Речи Посполитой (1795) в составе Российской империи, с 1801 года — в Гродненской губернии.
В конце XVIII века принадлежало роду Жилков, в начале XIX века имение перешло к Мацею Зданскому.
В 1844 году им владела Антонина Сузина, а во второй половине XIX века перешло к роду Толлочко, которые выстроили здесь усадьбу и заложили пейзажный парк. В 1890 году владельцем Яцковичей был Мартин Толлочко, а последним владельцем усадьбы стал Кароль Толлочко.
Часть деревни была государственной собственностью, входившей в состав имения Морозовичи.
Согласно переписи 1897 года деревня Лыщицкой волости Брестского уезда насчитывала 110 дворов, в Первую мировую войну с 1915 года деревня оккупирована германскими войсками. Согласно Рижскому мирному договору (1921) вошла в состав межвоенной Польши, где принадлежала гмине Лыщицы Брестского повета Полесского воеводства. В 1921 году деревня насчитывала 81 двор. С 1939 года в составе БССР.
В Великую Отечественную войну погибли 13 сельчан. В 1980 году для увековечивания их памяти в деревне установлена скульптура скорбящей матери.
В 1997 году разобраны руины усадебного дома Толлочко.

## Население
На 1 января 2018 года насчитывалось 348 жителей в 144 домохозяйствах, из них 60 младше трудоспособного возраста, 211 — в трудоспособном возрасте и 77 — старше трудоспособного возраста.

## Достопримечательности

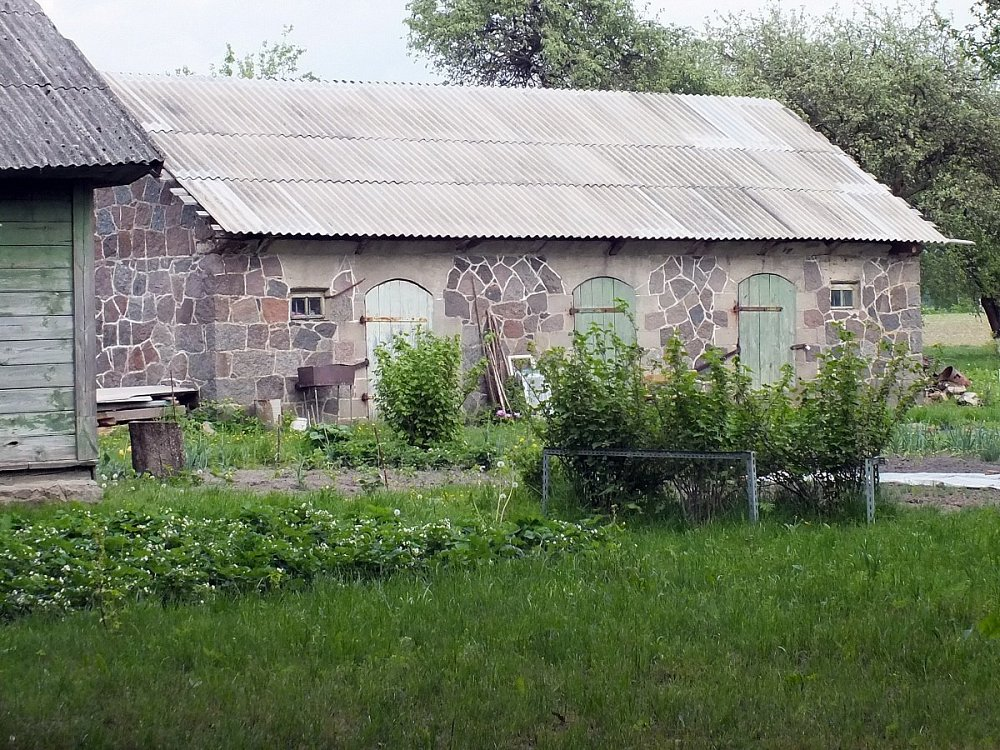
Хозпостройка бывшей усадьбы Толлочко

- Парк бывшей усадьбы (2-я половина XVIII века)[7].
- Хозпостройка бывшей усадьбы.
- Памятник землякам.

## Инфраструктура
Имеются церковь евангельских христиан-баптистов, ГУО «Базовая школа д. Яцковичи», 2 магазина, фельдшерско-акушерский пункт, сельский клуб — библиотека. К северу от деревни расположены сельскохозяйственные постройки ОАО «Остромечево».